# Splitski gradski kotarevi
Splitski gradski kotarevi danas uključuju 27 administrativnih jedinica Grada Splita.

## Stare splitske četvrti
Stare splitske četvrti bile su: Grad, te predgrađa (varoši) koje su se dijelile na Veli Varoš, Dobri, Manuš i Lučac. Današnja službena podjela na gradske kotare u Splitu ne podudara se nužno s navedenim četvrtima.

### Grad
Najstariji dio Splita, Grad, nastao je u ranom srednjem vijeku, isprva u utvrđenoj rimskoj carskoj palači (Stari grad) koju je izgradio car Dioklecijan (Dioklecijanova palača), krajem 3. st., i po predaji utemeljili su ga izbjegli stanovnici obližnje Salone, uništene u 7. st. Do kasnog srednjeg vijeka udvostručio je svoju površinu, širenjem prema zapadu (Novi grad). Do početka 19. st. bio je okružen zidinama. Zbog vrijednosti i očuvanosti svoje baštine nalazi se na UNESCO-ovoj Listi svjetske baštine. Posebno se među njima ističe Dioklecijanova palača s katedralom sv. Dujma te srednjovjekovne, romaničke i gotičke, građevne cjeline.

### Varoši
Počevši od srednjeg vijeka, uokolo Grada, tadašnjeg Splita, razvila su se njegova predgrađa (varoši). Za razliku od gospodskoga Grada, nekad su bila nastanjena isključivo pučkim, težačkim i ribarskim stanovništvom. Ima ih četiri (od zapada prema istoku): Veli varoš, Dobri, Manuš i Lučac. Najveći i najstariji među njima je Veli varoš. Po veličini, slijedili su ga Lučac, Dobri te najmanji, Manuš. Sastojali su se od uskih kaleta te dvora, s uglavnom skromnim kamenim kućama, a te su jedinstvene, osebujne cjeline još i danas dobrim dijelom očuvane. 
Od 19. st. na njih se, posebice na Gradu najbliži dio Velog varoša (Varoša), širi reprezentativna urbana gradnja, kao i gradnja vila u njihovim vanjskim dijelovima te prema daljem prostoru splitskog poluotoka, gdje se nastanjuju imućniji Splićani, napuštajući tijesne gradske dijelove. U 1. pol. 20. st. širenjem Splita na osnovu modernih urbanističkih zasada objedinjeni su svi navedeni dijelovi grada i omogućeno je njegovo daljnje širenje.

## Suvremeni kotarevi
| Gradski kotar  | Stanovništvo | Površina (km²) | Gustoća (st./km²) | Karta |
| -------------- | ------------ | -------------- | ----------------- | ----- |
| Bačvice        | 3.347        | 1,19 km²       | 2.812 st./km²     | Karte |
| Blatine-Škrape | 6.777        | 0,23 km²       | 29.465 st./km²    | Karte |
| Bol            | 11.550       | 0,52 km²       | 22.212 st./km²    | Karte |
| Brda           | 6.188        | 1,68 km²       | 3.683 st./km²     | Karte |
| Grad           | 7.571        | 0,42 km²       | 18.026 st./km²    | Karte |
| Gripe          | 6.739        | 0,32 km²       | 21.059 st./km²    | Karte |
| Kman           | 5.882        | 0,33 km²       | 17.824 st./km²    | Karte |
| Kocunar        | 4.376        | 0,17 km²       | 25.741 st./km²    | Karte |
| Lokve          | 7.173        | 0,21 km²       | 34.157 st./km²    | Karte |
| Lovret         | 9.290        | 1,62 km²       | 5.735 st./km²     | Karte |
| Lučac-Manuš    | 6.840        | 0,36 km²       | 19.000 st./km²    | Karte |
| Mejaši         | 5.304        | 3,61 km²       | 1.473 st./km²     | Karte |
| Meje           | 4.196        | 1,50 km²       | 2.797 st./km²     | Karte |
| Mertojak       | 7.503        | 0,40 km²       | 18.756 st./km²    | Karte |
| Neslanovac     | 3.672        | 0,97 km²       | 3.786 st./km²     | Karte |
| Plokite        | 6.677        | 0,24 km²       | 27.821 st./km²    | Karte |
| Pujanke        | 9.502        | 0,40 km²       | 23.755 st./km²    | Karte |
| Ravne njive    | 5.812        | 0,39 km²       | 14.903 st./km²    | Karte |
| Sirobuja       | 2.295        | 0,95 km²       | 2.416 st./km²     | Karte |
| Spinut         | 8.788        | 1,21 km²       | 7.263 st./km²     | Karte |
| Split 3        | 10.320       | 0,56 km²       | 18.429 st./km²    | Karte |
| Sućidar        | 10.720       | 0,47 km²       | 22.809 st./km²    | Karte |
| Šine           |              | 0,68 km²       |                   |       |
| Trstenik       | 7.016        | 0,67 km²       | 10.472 st./km²    | Karte |
| Varoš          | 5.697        | 2,22 km²       | 2.566 st./km²     | Karte |
| Visoka         | 4.817        | 0,51 km²       | 9.445 st./km²     | Karte |
| Žnjan          | 8.965        | 1,93 km²       | 4.645 st./km      | Karte |
| Ukupno:        | 174.276      | 22,81 km²      | 7.344 st./km²     |       |

## Splitska aglomeracija
| Naselje      | Stanovništvo | Površina (km²) | Gustoća (st./km²) |
| ------------ | ------------ | -------------- | ----------------- |
| Split        | 174.276      | 22,81 km²      | 7.344 st./km²     |
| Donje Sitno  | 314          | 4,74 km²       | 66 st./km²        |
| Gornje Sitno | 351          | 14,25 km²      | 25 st./km²        |
| Kamen        | 2.175        | 2,67 km²       | 815 st./km²       |
| Slatine      | 947          | 10,67 km²      | 89 st./km²        |
| Srinjine     | 1.348        | 11,62 km²      | 116 st./km²       |
| Stobreč      | 2.602        | 1,02 km²       | 2.551 st./km²     |
| Žrnovnica    | 2.479        | 11,52 km²      | 215 st./km²       |
| Ukupno:      | 184.947      | 79,92 km²      | 2.286 st./km²     |

## Vanjske poveznice
Ostali projekti
|  | Zajednički poslužitelj ima još gradiva o temi Splitski gradski kotarevi |